# Åtvidaberg
Åtvidaberg – miejscowość w Szwecji. Siedziba władz administracyjnych gminy Åtvidaberg w regionie Östergötland. Około 7 085
mieszkańców (2016).

## Sport

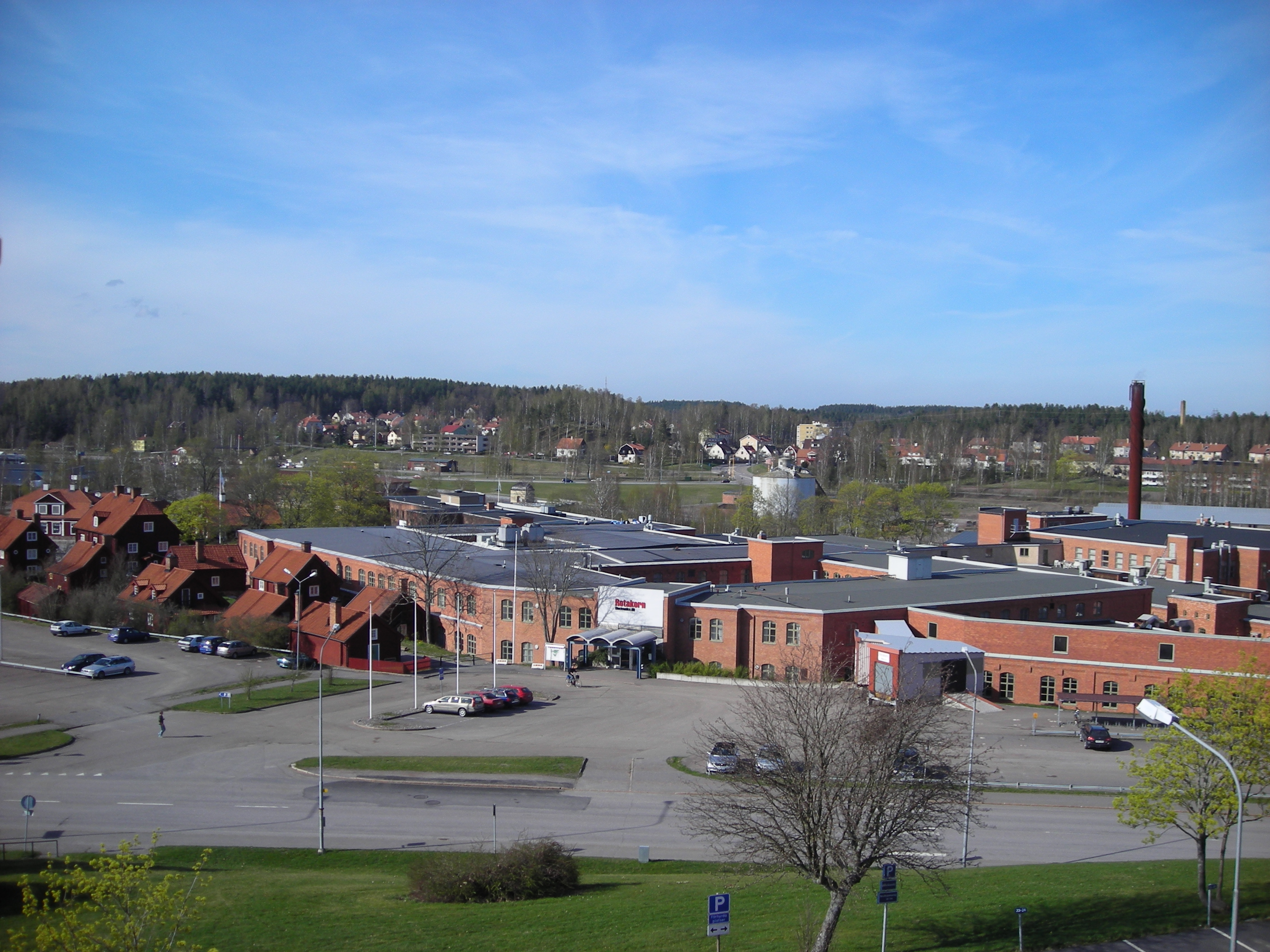
Fragment miasta Åtvidaberg

- Åtvidabergs FF – klub piłkarski